# Georg-von-Rauch-Haus

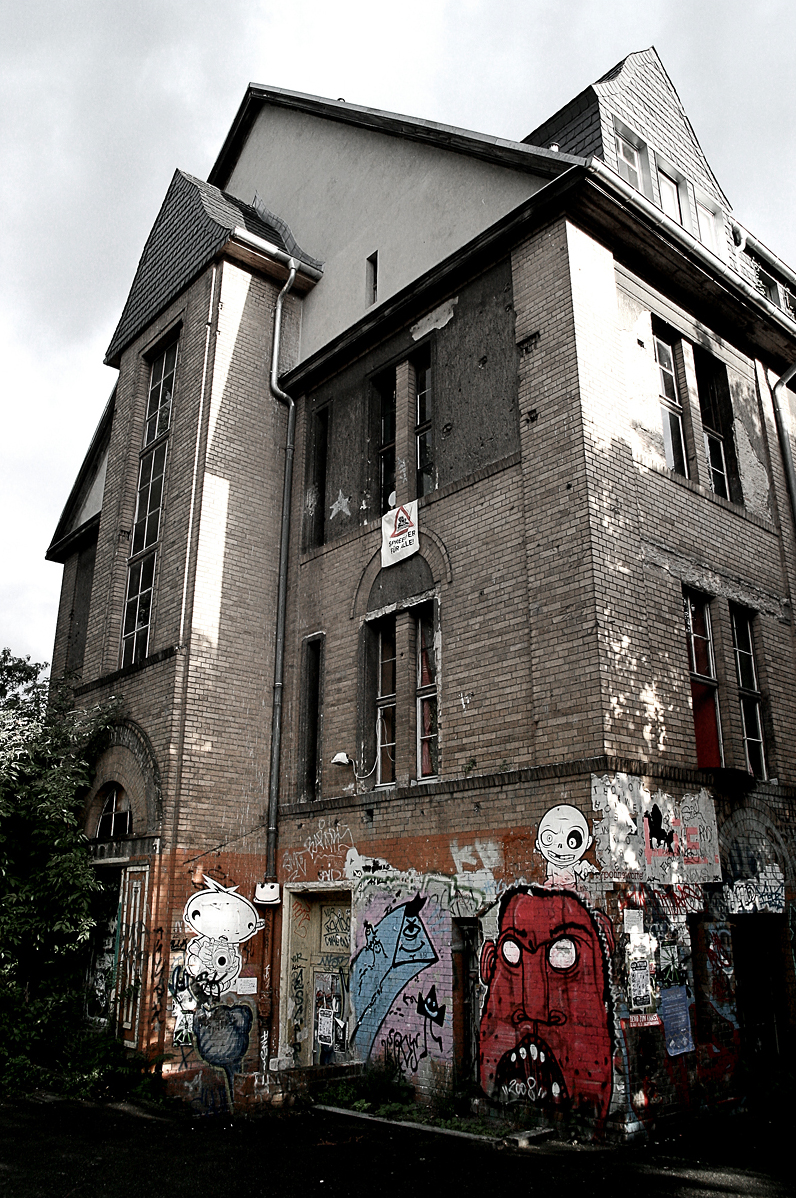
Das Rauch-Haus

Das Georg-von-Rauch-Haus ist das im Dezember 1971 besetzte ehemalige Schwesternwohnheim des Bethanien-Krankenhauses an der Nord-West-Seite des Mariannenplatzes in Berlin-Kreuzberg. Das Haus wurde von den Besetzern nach dem Berliner Stadtguerillero Georg von Rauch benannt, der wenige Tage zuvor nach einem Schusswechsel mit der Polizei gestorben war. Seither wird das Rauch-Haus als „selbstverwaltetes Wohnkollektiv“ genutzt. Es war mehrere Jahre vom Berliner Senat als Anlaufstelle für obdachlose Jugendliche anerkannt. Das Rauchhaus versteht sich noch immer als Selbsthilfeprojekt insbesondere von Jugendlichen aus sozial schwachen Schichten. Im Dezember 2011 brannte das Rauchhaus aus, nachdem ein Brandanschlag verübt worden war. Das Haus wurde 2012 notdürftig wieder bewohnbar gemacht und soll saniert werden. Das Geld dafür soll durch Benefizpartys aufgebracht werden.

## Besetzung und Legalisierung
Nach einem Teach-in (mit Konzert der Rockgruppe Ton Steine Scherben) am 8. Dezember 1971 in der Technischen Universität anlässlich des Todes Georg von Rauchs brachen dessen Teilnehmer zur Besetzung des seit 1970 leerstehenden Bethanien auf, zu welcher auch in Flugblättern aufgerufen wurde. Um 21:30 Uhr wurde die Polizei alarmiert, worauf diese sofort ein Großaufgebot zusammenzog, um die Versammlung von etwa 300 größtenteils jugendlichen Personen am nebenliegenden Mariannenplatz durch Schlagstock- und Tränengaseinsatz aufzulösen. Dies gelang nicht auf Anhieb, und so ging der Berliner Senat zu Verhandlungen mit den Besetzern über. Noch im Dezember 1971 bekam das Rauchhauskollektiv – organisiert im Trägerverein „Jugendzentrum Kreuzberg e. V.“ – einen vorläufigen Nutzungsvertrag für das Gebäude. Seit Januar 1973 wurde dieser Nutzungsvertrag mehrfach geändert und verlängert. Die Bewohner waren meist etwa 40 bis 50 Leute zwischen 11 und 35 Jahren, die sich als „links von der SPD“ verstanden.

## Polizeiliche Maßnahmen
Etwa vier Monate später, am 19. April 1972 um 04:15 Uhr, wurde eine Großrazzia im Georg-von-Rauch-Haus mit rund 400 Polizisten durchgeführt. 28 Personen wurden vorläufig festgenommen. Mit sichergestellten Materialien, darunter leere Weinflaschen, Batterien, Wecker und einem defekten Wasserrohr, wollte die Polizei beweisen, dass dort Sprengstoffanschläge geplant würden. Rio Reiser besang diese Polizeiaktion im Rauch-Haus-Song der Band Ton Steine Scherben. In den Jahren 1974 und 1975 gab es noch weitere Polizeirazzien im Rauch-Haus. Gegen die Razzia vom 5. März 1975 legten einige Bewohner Beschwerde ein, nachdem dabei Inventar zerstört worden war.

## Ziele der Besetzer
- zusammen und gleichberechtigt leben und versorgen
- gleiches Stimmrecht (z. B. auf dem wöchentlichen Plenum)
- Entwicklung von Verantwortungsgefühl
- nicht auf Kosten anderer (z. B. Mitbewohnern) oder in Abhängigkeit anderer (z. B. Senat) leben
- gesellschaftskritische politische Meinung an andere (z. B. am Arbeitsplatz) weitergeben
- für eigene Interessen einstehen (z. B. durch Demos, Flugblattverteilung, Straßentheater u. a.)

## Gegenwart
Im Rauchhaus wohnen heute ungefähr 40 Menschen. Zu den Hauptaktivitäten des Hausprojektes gehören die Entwicklung der Hausgemeinschaft, die Sanierung des Gebäudes sowie jugendkulturelle Veranstaltungen. Der Trägerverein „Georg von Rauch-Haus Jugend- und Kulturzentrum Kreuzberg e. V.“ will das Rauchhaus langfristig als Selbsthilfeprojekt in Eigenregie verwalten. Anfang Dezember 2011 wurde 40 Jahre Rauchhaus gefeiert. Am 25. Dezember 2011 kam es in den frühen Morgenstunden zu einem Großbrand, bei dem laut Feuerwehr und Polizei alles auf Brandstiftung deutete, da es zwei parallele Brandherde gab. Zur Zeit des Brandes hielten sich knapp 150 Menschen im Haus auf. Neben den Bewohnern des Hauses waren noch zahlreiche Besucher einer Party im Keller zu Gast.
Seit 2013 gehört das Georg-von-Rauch-Haus zu der Genossenschaft Bremer Höhe.

## Veröffentlichungen
- (Buch) Jugendzentrum Kreuzberg: Kämpfen Leben Lernen. Georg von Rauch Haus. Berlin 1972, OCLC 247182086.
- (Film) Georg von Rauch-Haus Kollektiv: Allein machen sie dich ein. Berlin 1973.
- (Buch) Filmkollektiv Susanne Beyeler, Rainer März, Manfred Stelzer: Allein machen sie dich ein. Ein Buch zum Rauch Haus Film. Berlin 1974, DNB 947803777.
- (Buch) Georg von Rauch-Haus Kollektiv: Friede den Hütten! Krieg den Palästen! 6 Jahre Selbstorganisation. Berlin 1977, DNB 891256822.
- (Buch) Lisa Marie Langeloh: Der Rauchhaus-Song. Authentische Berichte von 1968 und den Folgejahren. Interviews mit Ton Steine Scherben, Ulrich Enzensberger, Dorothea Ridder u. a., Hamburg 2015, ISBN 978-3-9817886-0-0